# Operator delta
Operator delta – pewien wariant operatora równoważny przekształceniu liniowemu {\displaystyle Q\colon \mathbb {K} [x]\longrightarrow \mathbb {K} [x]} w przestrzeni wektorowej wielomianów ze zmienną {\displaystyle x,} nad ciałem {\displaystyle \mathbb {K} ,} które redukuje stopnie o jeden.

## Wstęp
Stwierdzenie, że {\displaystyle Q} jest pewnym wariantem operatora równoważnego operatorowi przesunięcia znaczy, że jeśli {\displaystyle g(x)=f(x+a),} to wówczas
{\displaystyle (Qg)(x)=(Qf)(x+a).}
Innymi słowy, jeśli {\displaystyle f} jest „przesunięciem” {\displaystyle g,} wówczas {\displaystyle Qf} jest także przesunięciem {\displaystyle Qg,} i ma taki sam „wektor przesunięcia” {\displaystyle a.}
Stwierdzenie, że operator redukuje stopień o jeden oznacza, że jeśli {\displaystyle f} jest wielomianem stopnia {\displaystyle n,} wówczas {\displaystyle Qf} jest albo wielomianem stopnia {\displaystyle n-1} albo, w przypadku {\displaystyle n=0,} {\displaystyle Qf} jest równy {\displaystyle 0.}
Czasami operator delta jest definiowany jako wariant operatora równoważnego operatorowi przesunięcia w zmiennej {\displaystyle x,} która przekształca {\displaystyle x} do stałej niezerowej. Można pokazać, że taka charakterystyka, wyraźnie słabsza niż definicja dana powyżej, jest jej równoważna, jako że wariantowość operatora równoważnego operatorowi przesunięcia stanowi silny warunek.

### Przykłady
- Operator różnicowy w przód

{\displaystyle (\Delta f)(x)=f(x+1)-f(x)}
jest operatorem delta.
- Różniczkowanie względem {\displaystyle x,} zapisywane jako {\displaystyle D,} także jest operatorem delta.
- Każdy operator w formie

{\displaystyle \sum _{k=1}^{\infty }c_{k}D^{k},}
gdzie ({\displaystyle D^{n}(f)=f^{(n)}} jest n-tą pochodną) z {\displaystyle c_{1}\neq 0} jest operatorem delta. Można wykazać, że wszystkie operatory delta można zapisać w tej formie. Na przykład operator różnicowy dany powyżej można rozwinąć do postaci:
{\displaystyle \Delta =e^{D}-1=\sum _{k=1}^{\infty }{\frac {D^{k}}{k!}}.}
- Uogólniona pochodna przestrzeni czasowej, która unifikuje operator różnicowy w przód z pochodną standardowego rachunku jest operatorem delta.
- W informatyce i cybernetyce termin dyskretnoczasowy operator delta {\displaystyle \delta } zwykle oznacza operator różnicowy:

{\displaystyle (\delta f)(x)={\frac {f(x+\Delta t)-f(x)}{\Delta t}},}
aproksymację Eulera zwyczajnej pochodnej z dyskretnym czasem próbkowania {\displaystyle \Delta t.} Przy szybkim próbkowaniu sformułowanie oparte na operatorze delta posiada znaczącą ilość numerycznych zalet w porównaniu do operatora przesunięcia.

## Operator delta w teorii sterowania
Posługując się zmienną płaszczyzny z {\displaystyle (z=e^{sT}),} operator delta można wyrazić jako
{\displaystyle \delta ={\frac {z-1}{T}},}
co korzystając z jednokrokowego operatora przesunięcia, można też zapisać
{\displaystyle \delta ={\frac {q-1}{\Delta }},}
gdzie {\displaystyle q} to jednokrokowy operator przesunięcia określony zależnością {\displaystyle qx_{k}=x_{k+1},} a {\displaystyle \Delta } oznacza okres próbkowania, stąd:
{\displaystyle \delta x_{k}={\frac {(q-1)x_{k}}{\Delta }}={\frac {x_{k+1}-x_{k}}{\Delta }}.}
Operator ten znany był na polu analiz numerycznych jako pierwszy dzielony operator różnicowy. Z powyższego widać, ze operator ten aproksymuje pochodną:
{\displaystyle \delta x_{k}\approx {\frac {dx}{dt}}|_{x=x(k\Delta )}}
i aproksymacja staje się coraz lepsza jak okres próbkowania zmierza do zera. Dlatego, z uwagi na to, że operator {\displaystyle \delta } ma swój czasowy odpowiednik {\displaystyle \rho ={\frac {d}{dt}},} modele wyrażone za pomocą operatora {\displaystyle \delta } są bardzo podobne do modeli wyrażonych za pomocą operatora {\displaystyle \rho ,} lub zmiennej s (transformaty Laplace’a). Z tego też względu korzystanie z operatora {\displaystyle \delta } pozwala przy pracy z układami czasu dyskretnego na wykorzystanie wglądu i intuicji znanych z układów dziedziny czasu ciągłego.
Chociaż {\displaystyle \rho } używa się do reprezentowania różniczkowania w dziedzinie czasu ciągłego, może też reprezentować operator {\displaystyle \delta .} Każde sformułowanie uzyskane z wykorzystaniem wyrazeń {\displaystyle \rho } może zostać zinterpretowane jako wyrażenia czasu dyskretnego poprzez zastąpienie {\displaystyle \rho } przez {\displaystyle \delta {:}}
{\displaystyle \rho =\left\{{\begin{matrix}{\frac {d}{dt}}&\Delta =0\\\delta &\Delta \neq 0\end{matrix}}\right..}
Powyższa zależność definiuje tak zwaną pochodną uogólnioną. Podobnie można zdefiniować uogólnienie całki Riemanna. Istotnie występuje bliski związek pomiędzy wynikami sformułowanymi dla czasu ciągłego z wynikami formułowanymi dla czasu dyskretnego – używając operatora {\displaystyle \delta } w dziedzinie czasu dyskretnego, można przyjąć dla niego {\displaystyle \Delta =0} co daje odpowiadające wyniki czasu ciągłego.
Dla operatora {\displaystyle \delta } definiuje się też odpowiednik transformaty Fouriera dokonującej przekształcenia opisu do dziedziny częstotliwości jest to tzw. transformata {\displaystyle \Gamma } z nową zmienną {\displaystyle \gamma } jako:
{\displaystyle F_{\Delta }(\gamma )=F(z)|_{z=\Delta _{\gamma +1}}=\sum _{k=0}^{k=\infty }f_{k}(1+\Delta \gamma )^{-k}.}
Operator delta posiada też szereg własności pozytywnie wpływających na obliczenia numeryczne. W wielu przypadkach parametryzacja algorytmów czasu dyskretnego za pomocą operatora {\displaystyle \delta } daje lepsze efekty niż parametryzacja za pomocą jednokrokowego operatora przesunięcia {\displaystyle q.} Dotyczy to w szczególności:
- przy filtracji cyfrowej: skutków skończonej długości słowa, wrażliwości odpowiedzi częstotliwościowej, efektów zaokrąglania,
- przy optymalnej estymacji stanu: warunkowania równań Riccatiego,
- estymacji parametrów metodą najmniejszych kwadratów: warunkowania macierzy kowariancji.

Operator {\displaystyle \delta } ma duże znaczenie przy analizie (i syntezie) układów dyskretnych, gdyż jednokrokowy operator przesunięcia i transformata Z, które stanowią podstawę takich analiz są nieodpowiednie dla dużych częstotliwości próbkowania i nie mają odpowiedników czasu ciągłego.
Przy korzystaniu z operatora {\displaystyle \delta } staje się jasne, że teoria układów czasu dyskretnego zbieżna jest łagodnie do teorii układów ciągłych wraz ze wzrostem częstotliwości próbkowania.